# Kropidlak zielony
Kropidlak zielony (Aspergillus glaucus (L.) Link) – gatunek grzybów z rodziny kropidlakowatych (Aspergillaceae). Mikroskopijny grzyb strzępkowy, łagodnie chorobotwórczy, ale mający wiele przydatnych potencjalnych zastosowań w medycynie i produkcji artykułów spożywczych.

## Systematyka i nazewnictwo
Pozycja w klasyfikacji według Index Fungorum: Aspergillus, Aspergillaceae, Eurotiales, Eurotiomycetidae, Eurotiomycetes, Pezizomycotina, Ascomycota, Fungi.
Takson ten po raz pierwszy opisał Karol Linneusz w 1753 r. nadając mu nazwę Mucor glaucus. Obecną, akceptowaną przez Index Fungorum nazwę nadał mu Johann Heinrich Friedrich Link w 1809 r.
Ma co najmniej 23 synonimy. Niektóre z nich:
- Aspergillus herbariorum (Weber ex F.H. Wigg.) E. Fisch. 1897
- Aspergillus minor (L. Mangin) Thom & Raper 1941
- Aspergillus olivascens (Sacc.) Mussat 1901
- Eurotium herbariorum (Weber ex F.H. Wigg.) Link ex Nees 1816
- Eurotium manginii Thom & Raper ex Bilaĭ & Koval 1988
- Eurotium minus (L. Mangin) Subram 1972
- Monilia glauca (L.) Pers. 1794
- Mucor herbariorum Weber ex F.H. Wigg. 1780
- Pyrobolus herbariorum (Weber ex F.H. Wigg.) Kuntze 1891

## Morfologia i fizjologia
Aspergillus glaucus jest bardzo wytrzymałym grzybem kserofilnym, zdolnym do przetrwania w wielu różnych środowiskach. Rozwija się w temperaturze od 4 do 37 °C, co pozwala mu dobrze rosnąć zimą. Optymalny zakres temperatur dla wzrostu wynosi jednak od 24 do 25 °C. W tych temperaturach osiąga dojrzałość w czasie od jednego do trzech tygodni. Jest to również jeden z najbardziej osmotolerancyjnych grzybów w swoim rodzaju, zdolny jest bowiem do rozwoju przy stężeniu sacharozy 60%. Dzięki temu może rozwijać się w bardzo słodkich syropach i artykułach spożywczych.
Tworzy pleśń o barwie od żółtej do zielonej. Ma nitkowate, cienkościenne, szkliste i septowane strzępki z główkowatymi konidioforami o okrągłym lub eliptycznym przekroju i średnicy od 5 do 6,5 μm. Konidiofory mają długość od 200 do 350 μm, gładkie ścianki i zabarwienie od bezbarwnego do jasnobrązowego. Główki konidioforów kuliste lub prawie kuliste, jednorzędowe o średnicy od 15 do 30 μm z promieniście wyrastającymi fialidami. Worki 8-zarodnikowe.

## Ekologia
Małe wymagania ekologiczne powodują, że Aspergillus glaucus występuje na całym świecie. Jest jednym z niewielu grzybów, które można znaleźć w środowiskach arktycznych w ekstremalnie niskich temperaturach. Z tego też powodu często jego zarodniki występują w powietrzu zimą. Ponadto A. glaucus może rozwijać się w środowiskach o niskiej wilgotności, co pozwala mu występować na suchych obszarach. Jest również polifagiem mogącym korzystać z wielu różnych źródeł pożywienia. Dobrze rośnie na różnych produktach spożywczych, w tym na kukurydzy, pszenicy, rybach, maśle i jajach. Może również przetrwać w żywności, takiej jak dżemy i galaretki, bardzo słodkich substancjach, w których większość innych grzybów nie może się rozwijać ze względu na swoją osmotolerancję.

## Chorobotwórczość
Wywołuje chorobę zwaną aspergilozą. Kilka szczepów Aspergillus glaucus może wytwarzać mykotoksyny. Istnieje co najmniej jeden zarejestrowany przypadek, w którym gatunek ten spowodował śmiertelną infekcję mózgu. A.glaucus nie jest jednak uważany za bardzo chorobotwórczy, ponieważ jego wzrost jest ograniczony przez temperatury powyżej 35 °C. Ponadto, nawet jako patogen, nie jest uważany za bardzo niebezpieczny, ponieważ jest bardzo podatny na leczenie przeciwgrzybicze. Wiadomo, że jest alergenem i środkiem drażniącym, a także powoduje zapalenie płuc i różne formy zapalenia skóry.

## Zastosowania
- Aspergillus glaucus jest wykorzystywany do wytwarzania popularnego w japońskiej kuchni katsuobushi. Ten produkt spożywczy otrzymuje się z wiórów wędzonej i sfermentowanej ryby. W końcowej fazie przygotowania hodowlą A. glaucus spryskuje się te skrawki ryby poddając je fermentacji. W 2006 r. w badaniach naukowych wykryto jednak, że produkt po tej fermentacji zawiera pewne ilości wytwarzanej przez grzyb mykotoksyny kwasu beta-nitropropionowego[10].
- Wytwarzana przez A. glaucus mykotoksyna aspergiolid A może być wykorzystana jako środek przeciwnowotworowy[11].
- Ze względu na zdolność rozwoju w niskich temperaturach  A. glaucus jest potencjalnym źródłem enzymów zdolnych do funkcjonowania w niskich temperaturach, jednak badania w tej dziedzinie są jeszcze mało zaawansowane[12].